# Барвінок (озеро)
Озеро Барвінок розташоване у Львівській області, біля міста Новий Розділ.

## Історія
У 60-х роках XX століття за наказом тодішньої влади було перекрито греблею річку Барвінок. І на тому місці зробили оздоровчо-відпочинковий комплекс «Каштан» та дитячий табір «Барвінок».

## Озеро тепер
Наразі центр здоров'я «Барвінок» належить церкві «Адвентистів Сьомого Дня» та використовується для відпочинку всіх охочих. Центр здоров'я та відпочинку «Барвінок» лікувально-освітній заклад з унікальною програмою відновлення та збереження здоров'я. Унікальність програми центру спрямована на відновлення здоров'я завдяки простим змінам в способі життя.
Озеро Барвінок тягнеться в довжину на 2-3 км. Переважна ширина водойми 80-100 м. з ділянками до 200 метрів . Пересічна глибина 3-8 метрів, проте місцями є впадини до 9 метрів.
Озеро і пляжі підпорядковані місцевому УТМР. Є 5 відпочинкових пляжів, 3 з них носять такі назви: новий пляж, старий пляж, та жаб'ячий.  В озері багато риби: карп, щука, судак, окунь, плотва, верховодка та ін. Також водяться раки. Барвінок оточений з 3-ох сторін лісом.[джерело?]